# Gentlemen (film, 2014)
Pour les articles homonymes, voir Gentleman (homonymie).
Pour plus de détails, voir Fiche technique et Distribution.
Gentlemen est un drame suédois réalisé par Mikael Marcimain, sorti en 2014, basé sur une nouvelle de Klas Östergren.

## Fiche technique
- Titre : Gentlemen
- Réalisation : Mikael Marcimain
- Scénario : Klas Östergren, Mikael Marcimain
- Photographie : Jallo Faber
- Musique : Mattias Bärjed et Jonas Kullhammar
- Costumes :
- Montage :
- Producteurs : Fredrik Heinig, Johannes Åhlund, Mattias Nohrborg
- Sociétés de production : B-Reel Feature Films
- Sociétés de distribution : AB Svensk Filmindustri
- Pays de production : Suède
- Langues : suédois
- Date de sortie :
  - Suède : 5 décembre 2014

## Distribution

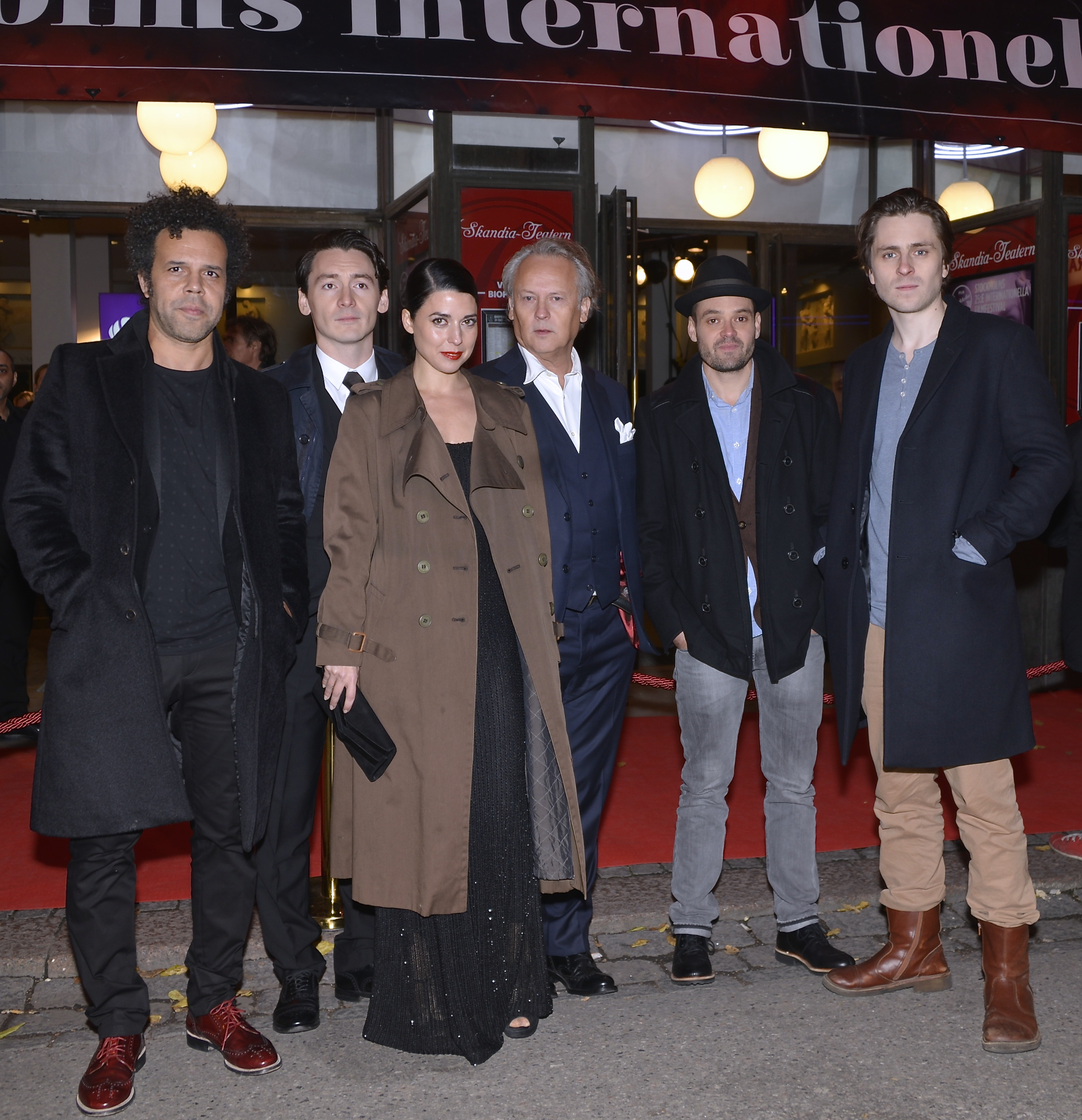
L'équipe de production et une partie du cast au Festival international du film de Stockholm: Mikael Marcimain, David Fukamachi Regnfors, Ruth Vega Fernandez, Kl- Östergren, David Dencik et Sverrir Gudn-on.

- David Dencik - Henry Morgan
- Ruth Vega Fernandez - Maud
- Sverrir Gudnason - Leo Morgan
- David Fukamachi Regnfors
- Pernilla August - Greta
- Peter Carlberg - Birger
- Magnus Krepper - Stene Forman
- Magnus Roosmann
- Sven Nordin - Franzén
- Boman Oscarsson - Wilhelm Sterner
- Amanda Ooms
- Staffan Göthe
- Sonja Richter - Tove
- Liv Mjönes - Vivi
- Louise Peterhoff - Nina
- Anders Beckman
- Per Myrberg
- Lars Green - Willis
- Björn Andersson - Conny
- Dag Malmberg
- Christopher Wagelin
- Jennie Silfverhjelm
- Per Burell - Jansen
- Lil Terselius - Mère de Maud

## Récompenses et distinctions
- 13 fois nommé aux 50e cérémonie des Guldbagge Awards en 2015
- en spécial presentation lors du Festival international du film de Toronto 2014